# Leandrinho
Leandrinho, właśc. Leandro Viana da Silva Gama (ur. 17 marca 2005 w Rio de Janeiro) – brazylijski piłkarz występujący na pozycji lewego obrońcy, od 2025 roku zawodnik saudyjskiego Al-Shabab.